# Reinhold Scholl (Oberamtmann)
Reinhold Scholl (* 18. August 1878 in Langenburg; † 28. Juni 1966 in Stuttgart) war ein deutscher Verwaltungsjurist.

## Leben
Scholl studierte von 1896 bis 1900 Rechtswissenschaften in Tübingen, Leipzig und Berlin. Er war ab 1896 Mitglied der Studentenverbindung AV Igel Tübingen. Er legte 1901 die erste und 1904 die zweite höhere Justizdienstprüfung ab.
Er war zunächst ab 1905 als Richter in der Justiz und ab 1909 in der Innenverwaltung tätig. Von 1918 bis 1919 leitete er als Oberamtmann das Oberamt Rottenburg. 1919 wechselte er als Regierungsrat und Vorstand der Polizeiabteilung in das württembergische Innenministerium. Bereits ein Jahr später schied er aus der Verwaltung aus, um stellvertretender Direktor der Stuttgarter Lebensversicherungsbank AG zu werden.
1924 trat er wieder in die Innenverwaltung ein und wurde Berichterstatter der Wohnungsabteilung des Innenministeriums. 1925 wurde er dort zunächst Oberregierungsrat und später Kanzleidirektor und Hauptberichterstatter des Geschäftsteil I. 1926 erfolgte die Ernennung zum Ministerialrat.
1930 wurde er mit der Amtsbezeichnung Präsident Vorstand des Oberversicherungsamts Stuttgart und 1931 wurde er zugleich Vorsitzender des Dienststrafhofs für Körperschaftsbeamte. 1934 erfolgte auf Antrag die vorzeitige Zurruhesetzung.
Danach war er von 1934 bis 1940 Sachbearbeiter und stellvertretender Abteilungsleiter im Deutschen Auslands-Institut in Stuttgart. 1941 kehrte er in die Innenverwaltung zurück und leitete den Geschäftsteil II (Rechtsabteilung) des Innenministeriums. 1945 wurde er entlassen.
Politisch war er bis 1933 Mitglied der DVP und von 1940 bis 1945 der NSDAP.
Er war langjähriger Vorsitzender des Vereins für Familien- und Wappenkunde in Württemberg und Baden.
Scholl war evangelischer Konfession.

## Ehrungen
- Verdienstkreuz 1. Klasse der Bundesrepublik Deutschland